# The Tea Party

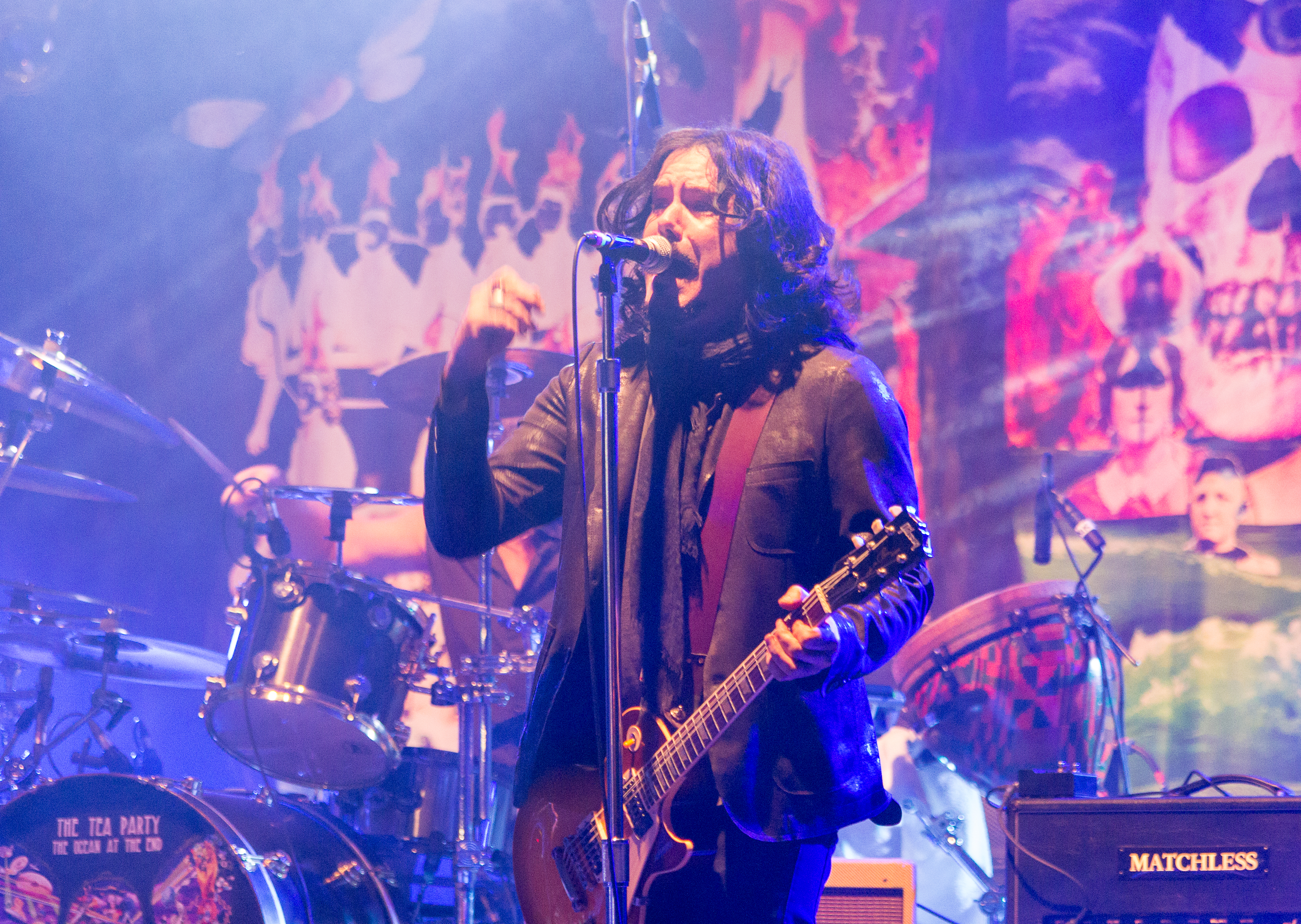
Jeff Martin met de Tea Party in 2015

The Tea Party is een Canadese rockband met invloeden van blues, progressive rock en uit het Midden-Oosten. The Tea Party hebben acht studioalbums uitgebracht onder EMI Music Canada. Ze hebben 1,6 miljoen albums wereldwijd verkocht en in 1999 hebben ze een nummer 1-hit gehad in Canada: "Heaven Coming Down". 
The Tea Party werd opgericht in 1990 door Jeff Martin, Stuart Chatwood en Jeff Burrows na een jamsessiemarathon in de Cherry Beach Rehearsal Studios in Toronto.

## Bandleden
- Jeff Martin - zang, gitaar, sitar, banjo
- Stuart Chatwood - basgitaar, gitaar, keyboards, percussie, cello, lap steel
- Jeff Burrows - drums, percussie

## Discografie
- 1991 - The Tea Party
- 1992 - Capitol Records demo
- 1993 - Splendor Solis
- 1995 - The Edges of Twilight
- 1996 - Alhambra
- 1997 - Transmission
- 1999 - Triptych
- 1999 - Live at the Enmore Theatre
- 2000 - Triptych Special Tour Edition 2000
- 2000 - Tangents: The Tea Party Collection
- 2001 - The Interzone Mantras
- 2004 - Seven Circles
- 2014 - The Ocean at the End

## Videografie

### Muziekvideo's
- "Let Me Show You the Door", 1991 (Scott Souliere and Stuart Grant - filmed in Windsor and Detroit)
- "The River", 1993 (Floria Sigismondi - Toronto)
- "Save Me", 1993 (Floria Sigismondi - Toronto)
- "A Certain Slant of Light", 1994 (Floria Sigismondi - Sydney)
- "Shadows on the Mountainside", 1995 (George Vail - Paris, Ontario)
- "Fire in the Head", 1995 (Dean Karr - Los Angeles)
- "The Bazaar", 1995 (George Vail - Istanbul)
- "Sister Awake", 1996 (Curtis Wehrfritz - Toronto)
- "Temptation", 1997 (Tyran George - Toronto)
- "Babylon", 1997 (Tyran George - Toronto)
- "Release", 1998 (Ulf Buddensieck - Paris and Toronto)
- "Psychopomp", 1998 (Adam Kowalchuk - live on MuchMusic, Toronto)
- "Heaven Coming Down", 1999 (Ulf Buddensieck - Toronto)
- "The Messenger", 1999 (George Vail - Toronto)
- "Walking Wounded", 2000 (George Vail - Havana)
- "Lullaby", 2001 (Don Allan and Miroslav Bazak - Toronto)
- "Angels", 2001 (Craig Bernard - Toronto)
- "Writings on the Wall", 2004 (Stuart Chatwood and Stephen Scott - Toronto)
- "Stargazer", 2004 (Don Allan - Toronto)
- "Oceans", 2005 (Stuart Chatwood, Jaimie Webster and Jonathon Corbiére - animated by York University students)

### Dvd's
- Illuminations dvd
- Live: Intimate & Interactive dvd